# Sabacon sergeidedicatus
Espèce
Sabacon sergeidedicatus est une espèce d'opilions dyspnois de la famille des Sabaconidae.

## Distribution
Cette espèce est endémique de la république de l'Altaï en Russie. Elle se rencontre vers Cherga.

## Description
Le mâle holotype mesure 2,2 mm et la femelle paratype 2,5 mm.

## Systématique et taxinomie
Cette espèce a été décrite par Martens en 1989.

## Étymologie
Cette espèce est nommée en l'honneur de Sergei Ilyich Golovatch.

## Publication originale
- Martens, 1989 : « Sibirische Arten der Gattung Sabacon Simon (Arachnida: Opiliones: Sabaconidae). » Senckenbergiana biologica, vol. 69, no 4/6, p. 369–377.